# Наталі Грандін
Наталі Грандін (англ. Natalie Grandin, нар. 27 лютого 1981) — колишня професійна південноафриканська тенісистка.
Здобула три одиночні та двадцять п'ять парних титулів туру ITF, один парний титул туру WTA. 
Найвищу одиночну позицію рейтингу WTA — 144 місце досягнула 12 вересня 2005, парну — 22 місце — 14 травня 2012 року.
Завершила кар'єру 2015 року.

## Важливі фінали

### Фінали Premier Mandatory/Premier 5

#### Парний розряд: 1 (1 поразка)
| Результат | Рік  | Championship       | Покриття | Партнер             | Опоненти                   | Рахунок          |
| --------- | ---- | ------------------ | -------- | ------------------- | -------------------------- | ---------------- |
| Поразка   | 2011 | Мастерс Цинциннаті | Тверде   | Владіміра Угліржова | Ваня Кінг Ярослава Шведова | 4–6, 6–3, [9–11] |

## Фінали турнірів WTA

### Парний розряд: 12 (1 титул, 11 поразок)
| Перемога — Легенда                           |
| -------------------------------------------- |
| Турніри Великого шолома (0–0)                |
| Турніри WTA Tour (0–0)                       |
| Tier I / Premier Mandatory & Premier 5 (0–1) |
| Tier II / Premier (0–0)                      |
| Tier III, IV & V / International (1–10)      |

| Титули за покриттям |
| ------------------- |
| Тверде (1–7)        |
| Трава (0–0)         |
| Ґрунт (0–4)         |
| Килим (0–0)         |

| Результат | Ранг | Дата            | Турнір                                                        | Покриття | Партнер             | Опоненти                                  | Рахунок               |
| --------- | ---- | --------------- | ------------------------------------------------------------- | -------- | ------------------- | ----------------------------------------- | --------------------- |
| Поразка   | 1.   | 26 вересня 2005 | Hansol Korea Open Tennis Championships, Seoul, Південна Корея | Тверде   | Джилл Крейбас       | Латіша Чжань Чжуан Цзяжун                 | 2–6, 4–6              |
| Поразка   | 2.   | 11 вересня 2006 | Commonwealth Bank Tennis Classic, Bali, Індонезія             | Тверде   | Труді Мусгрейв      | Ліндсі Девенпорт Коріна Мораріу           | 3–6, 4–6              |
| Поразка   | 3.   | 9 жовтня 2006   | PTT Bangkok Open, Bangkok, Таїланд                            | Тверде   | Маріана Діас-Оліва  | Ваня Кінг Єлена Костанич-Тошич            | 5–7, 6–2, 5–7         |
| Поразка   | 4.   | 10 вересня 2007 | Commonwealth Bank Tennis Classic, Bali, Індонезія             | Тверде   | Джилл Крейбас       | Цзи Чуньмей Сунь Шеннань                  | 3–6, 2–6              |
| Поразка   | 5.   | 4 січня 2010    | ASB Classic, Auckland, Нова Зеландія                          | Тверде   | Лора Гренвілл       | Кара Блек Лізель Губер                    | 6–7(4-7), 2–6         |
| Поразка   | 6.   | 26 вересня 2010 | Hansol Korea Open Tennis Championships, Seoul, Південна Корея | Тверде   | Владіміра Угліржова | Юлія Гергес Полона Герцог                 | 3–6, 4–6              |
| Поразка   | 7.   | 21 травня 2011  | Internationaux de Strasbourg, Strasbourg, Франція             | Ґрунт    | Владіміра Угліржова | Акгуль Аманмурадова Чжуан Цзяжун          | 4–6, 7–5, [2–10]      |
| Поразка   | 8.   | 25 квітня 2011  | Barcelona Ladies Open, Barcelona, Іспанія                     | Ґрунт    | Владіміра Угліржова | Івета Бенешова Барбора Стрицова           | 7–5, 4–6, [9–11]      |
| Поразка   | 9.   | 10 липня 2011   | Hungarian Ladies Open, Budapest, Угорщина                     | Ґрунт    | Владіміра Угліржова | Анабель Медіна Гаррігес Аліція Росольська | 2–6, 2–6              |
| Поразка   | 10.  | 21 серпня 2011  | Мастерс Цинциннаті, Cincinnati, США                           | Тверде   | Владіміра Угліржова | Ваня Кінг Ярослава Шведова                | 4–6, 6–3, [9–11]      |
| Перемога  | 1.   | 25 вересня 2011 | Hansol Korea Open Tennis Championships, Seoul, Південна Корея | Тверде   | Владіміра Угліржова | Віра Душевіна Галина Воскобоєва           | 7–6(7-5), 6–4         |
| Поразка   | 11.  | 26 травня 2012  | Internationaux de Strasbourg, Strasbourg, Франція             | Ґрунт    | Владіміра Угліржова | Ольга Говорцова Клаудія Янс-Ігначик       | 7–6(7–4), 3–6, [3–10] |

## Фінали ITF

### Одиночний розряд: 7 (3–4)
| Турніри $100,000 |
| Турніри $75,000  |
| Турніри $50,000  |
| Турніри $25,000  |
| Турніри $10,000  |

| Результат | Ранг | Дата              | Турнір                     | Покриття | Опонент           | Рахунок    |
| Поразка   | 1.   | 7 лютого 1999     | Веллінгтон, Нова Зеландія  | Тверде   | Нора Кевеш        | 2–6 2–6    |
| Перемога  | 1.   | 17 листопада 2002 | Порт-Пірі, Австралія       | Тверде   | Еві Домінікович   | 6–3 6–2    |
| Поразка   | 2.   | 12 жовтня 2003    | Lafayette, USA             | Ґрунт    | Ліндсей Лі-Вотерс | 2–6 0–6    |
| Перемога  | 2.   | 31 липня 2005     | Лексінгтон (Кентуккі), USA | Тверде   | Стефані Дюбуа     | 6–4 6–3    |
| Поразка   | 3.   | 13 листопада 2006 | Маунт-Гамбір, Австралія    | Тверде   | Кейсі Деллаква    | 1–6 4–6    |
| Поразка   | 4.   | 20 листопада 2006 | Порт-Пірі, Австралія       | Тверде   | Кейсі Деллаква    | 4–6 2–6    |
| Перемога  | 3.   | 19 жовтня 2008    | Маунт-Гамбір, Австралія    | Тверде   | Мелані Саут       | 7–6(2) 6–4 |

### Парний розряд: 46 (25–21)
| Турніри $100,000 |
| Турніри $75,000  |
| Турніри $50,000  |
| Турніри $25,000  |
| Турніри $10,000  |

| Результат | Ранг | Дата              | Турнір                                        | Покриття | Партнер             | Опоненти in the final                | Рахунок          |
| Поразка   | 1.   | 22 грудня 1996    | Кейптаун, ПАР                                 | Тверде   | Alicia Pillay       | Charlotte Aagaard Maiken Pape        | 7–5 2–6 3–6      |
| Поразка   | 2.   | 7 березня 1999    | Водонга, Австралія                            | Трава    | Alicia Pillay       | Керрі-Енн Г'юз Труді Мусгрейв        | 3–6 2–6          |
| Перемога  | 1.   | 18 липня 1999     | Frinton, Great Britain                        | Трава    | Ніколь Ренкен       | Ліенн Бейкер Ніколь Сьюелл           | 6–2 3–6 6–1      |
| Поразка   | 3.   | 12 березня 2000   | Warrnambool, Австралія                        | Трава    | Ніколь Ренкен       | Дженні Белобрайдіч Крістен ван Елден | 3–6 4–6          |
| Поразка   | 4.   | 19 березня 2000   | Беналла, Австралія                            | Трава    | Ніколь Ренкен       | Kylie Hunt Марезе Жубер              | 3–6 2–6          |
| Перемога  | 2.   | 26 березня 2000   | Водонга, Австралія                            | Трава    | Ніколь Ренкен       | Kylie Hunt Марезе Жубер              | 6–4 6–4          |
| Поразка   | 5.   | 2 квітня 2000     | Корона, Австралія                             | Трава    | Ніколь Ренкен       | Сінді Вотсон Крістіна Вілер          | 3–6 6–7(11–13)   |
| Перемога  | 3.   | 21 травня 2000    | Единбург, Great Britain                       | Ґрунт    | Ніколь Ренкен       | Селіма Сфар Лорна Вудрофф            | 0–6 6–3 6–4      |
| Перемога  | 4.   | 28 травня 2000    | Гімарайнш, Португалія                         | Тверде   | Ніколь Ренкен       | Анжела Кардозо Carlota Santos        | 7–6(9–7) 2–6 6–2 |
| Перемога  | 5.   | 11 червня 2000    | Преторія, ПАР                                 | Тверде   | Ніколь Ренкен       | Шанелль Схеперс Carien Venter        | 7–6(7–4) 6–2     |
| Поразка   | 6.   | 18 червня 2000    | Беноні, ПАР                                   | Тверде   | Ніколь Ренкен       | Lucinda Gibbs Giselle Swart          | 6–2 4–6 4–6      |
| Поразка   | 7.   | 13 серпня 2000    | Гехінген (Цоллернальб), Німеччина             | Ґрунт    | Ніколь Ренкен       | Міріам Д'Агостіні Анжеліка Реш       | 6–7(3–7) 2–6     |
| Перемога  | 6.   | 20 серпня 2000    | London, Great Britain                         | Тверде   | Ніколь Ренкен       | Susi Bensch Маніша Малхотра          | 6–2 5–7 7–6(8–6) |
| Поразка   | 8.   | 5 листопада 2000  | Голд-Кост, Австралія                          | Тверде   | Ніколь Ренкен       | Аманда Огастус Емі Дженсен           | 4–6 3–6          |
| Поразка   | 9.   | 15 липня 2001     | Філікстоу, Great Britain                      | Трава    | Кім Грант           | Труді Мусгрейв Жулі Пуллен           | 5–7 4–6          |
| Перемога  | 7.   | 20 жовтня 2002    | Маккай (Квінсленд), Австралія                 | Тверде   | Ніколь Сьюелл       | Сара Стоун Саманта Стосур            | 6–3 1–6 6–4      |
| Перемога  | 8.   | 27 квітня 2003    | Таранто, Італія                               | Ґрунт    | Кім Грант           | Ніколь Ремі Делія Сезкіоряну         | 6–2 6–1          |
| Поразка   | 10.  | 26 жовтня 2003    | Рокгемптон, Австралія                         | Тверде   | Мартіна Мюллер      | Труді Мусгрейв Абігейл Спірс         | 1–6 5–7          |
| Поразка   | 11.  | 1 лютого 2004     | Waikoloa, USA                                 | Тверде   | Аманда Огастус      | Хісела Дулко Патрісія Тарабіні       | 6–1 3–6 3–6      |
| Перемога  | 9.   | 1 серпня 2004     | Лексінгтон (Кентуккі), Great Britain          | Тверде   | Клер Каррен         | Кейсі Деллаква Ніколь Сьюелл         | 7–6(8–6) 6–4     |
| Поразка   | 12.  | 9 серпня 2004     | Луїсвілл (Кентуккі), USA                      | Тверде   | Клер Каррен         | Джулія Дітті Едіна Галловіц-Халл     | 6–1 4–6 2–6      |
| Поразка   | 13.  | 11 жовтня 2004    | Lafayette, USA                                | Ґрунт    | Arpi Kojian         | Джулія Дітті Крістен Шлукебір        | 2–6 5–7          |
| Перемога  | 10.  | 30 січня 2005     | Waikoloa, USA                                 | Тверде   | Кейсі Смеші         | Лорен Бредмор Такасе Аямі            | 6–3 6–4          |
| Перемога  | 11.  | 15 травня 2005    | Сен-Годан (Верхня Гаронна), Франція           | Ґрунт    | Клер Каррен         | Марія Хосе Архері Letícia Sobral     | 6–3 6–1          |
| Поразка   | 14.  | 5 березня 2006    | Clearwater, USA                               | Тверде   | Шанелль Схеперс     | Келлі Лігган Ліна Станчюте           | 3–6 1–6          |
| Поразка   | 15.  | 9 липня 2006      | College Park, USA                             | Тверде   | Chin-Wei Chan       | Lindsay Nelson Енн Єлсі              | 1–6 3–6          |
| Перемога  | 12.  | 21 серпня 2006    | Бронкс, USA                                   | Тверде   | Джулія Дітті        | Луціє Градецька Міхаела Паштікова    | 6–1 7–6(7–2)     |
| Перемога  | 13.  | 13 листопада 2006 | Маунт-Гамбір, Австралія                       | Тверде   | Крістіна Вілер      | Даніелла Джефлі Софі Фергюсон        | 6–4 4–6 6–4      |
| Перемога  | 14.  | 20 листопада 2006 | Порт-Пірі, Австралія                          | Тверде   | Ракель Копс-Джонс   | Крістіна Горіатопулос Ніколь Кріз    | 6–2 6–1          |
| Перемога  | 15.  | 27 листопада 2006 | Nuriootpa, Австралія                          | Тверде   | Ракель Копс-Джонс   | Труді Мусгрейв Крістіна Вілер        | 6–2 7–6(7–3)     |
| Перемога  | 16.  | 28 січня 2007     | Waikoloa, USA                                 | Тверде   | Ракель Копс-Джонс   | Ліга Декмеєре Джулія Дітті           | 6–0 6–3          |
| Поразка   | 16.  | 4 лютого 2007     | Палм-Дезерт (Каліфорнія), USA                 | Тверде   | Ракель Копс-Джонс   | Джулія Дітті Едіна Галловіц-Халл     | 2–6 1–6          |
| Перемога  | 17.  | 17 липня 2007     | Бостон, USA                                   | Тверде   | Мелінда Цінк        | Ліга Декмеєре Іпек Шенолу            | 6–1 6–3          |
| Поразка   | 17.  | 20 липня 2007     | Лексінгтон (Кентуккі), USA                    | Тверде   | Кейсі Деллаква      | Мелінда Цінк Ліндсей Лі-Вотерс       | 2–6 6–7(8–10)    |
| Поразка   | 18.  | 5 серпня 2007     | Вашингтон, USA                                | Тверде   | Джулія Дітті        | Хорхеліна Краверо Бетіна Хосамі      | 6–1 1–6 2–6      |
| Перемога  | 18.  | 18 листопада 2007 | Nuriootpa, Австралія                          | Тверде   | Робін Стівенсон     | Софі Фергюсон Труді Мусгрейв         | 6–4 7–5          |
| Перемога  | 19.  | 6 липня 2008      | Бостон, USA                                   | Тверде   | Chin-Wei Chan       | Юлія Федосова Варвара Лепченко       | 6–4 6–3          |
| Поразка   | 19.  | 13 липня 2008     | Allentown, USA                                | Тверде   | Chin-Wei Chan       | Карлі Галліксон Ніколь Кріз          | 2–6 3–6          |
| Перемога  | 20.  | 12 жовтня 2008    | Traralgon, Австралія                          | Тверде   | Робін Стівенсон     | Ярміла Вулф Джессіка Мор             | 6–4 6–2          |
| Перемога  | 21.  | 19 жовтня 2008    | Маунт-Гамбір, Австралія                       | Тверде   | Робін Стівенсон     | Міямура Мікі Сема Еріка              | 6–4 6–2          |
| Перемога  | 22.  | 26 жовтня 2008    | Порт-Пірі, Австралія                          | Тверде   | Робін Стівенсон     | Lizaan du Plessis Тіффані Велфорд    | 6–2 6–0          |
| Поразка   | 20.  | 23 листопада 2008 | Вакоас-Фенікс, Маврикій                       | Тверде   | Келлі Андерсон      | Теодора Мирчич Ленка Тварошкова      | 4–6 6–3 [4-10]   |
| Перемога  | 23.  | 2 лютого 2009     | Rancho Mirage, США                            | Тверде   | Кортні Негл         | Аліна Жидкова Дар'я Кустова          | 6–2 7–6          |
| Перемога  | 24.  | 5 червня 2009     | Ноттінгем, Велика Британія                    | Трава    | Алекса Ґлетч        | Елені Даніліду Фудзівара Ріка        | 6–3 2–6 [10–7]   |
| Поразка   | 21.  | 23 серпня 2010    | Бронкс, США                                   | Тверде   | Абігейл Спірс       | Крістіна Барруа Івонн Мойсбургер     | 6–1 4–6 [13-15]  |
| Перемога  | 25.  | 14 березня 2011   | Нассау (Багамські Острови), Багамські Острови | Тверде   | Владіміра Угліржова | Ракель Копс-Джонс Абігейл Спірс      | 6–4 6–2          |

## Досягнення в парному розряді
| Турнір                                 | 2001  | 2002  | 2003  | 2004  | 2005  | 2006  | 2007  | 2008  | 2009  | 2010  | 2011  | 2012  | 2013  | Career SR | Career Перемоги-Поразки |
| -------------------------------------- | ----- | ----- | ----- | ----- | ----- | ----- | ----- | ----- | ----- | ----- | ----- | ----- | ----- | --------- | ----------------------- |
| Grand Slams                            |       |       |       |       |       |       |       |       |       |       |       |       |       |           |                         |
| Відкритий чемпіонат Австралії з тенісу | A     | 3р    | 1р    | A     | 1р    | A     | 1р    | A     | 2р    | 2р    | ЧФ    | 2р    | 3р    | 0 / 9     | 10–9                    |
| Відкритий чемпіонат Франції з тенісу   | A     | 1р    | 1р    | A     | A     | A     | 2р    | 3р    | 1р    | 1р    | 3р    | 2р    | 1р    | 1 / 9     | 6–9                     |
| Вімблдонський турнір                   | 2р    | 1р    | 2р    | 1р    | 1р    | 2р    | 1р    | 1р    | 1р    | 1р    | 2р    | 3р    | 2р    | 0 / 13    | 7–13                    |
| Відкритий чемпіонат США з тенісу       | A     | 1р    | 1р    | A     | A     | A     | 1р    | 1р    | 1р    | 1р    | 1р    | 3р    | 1р    | 0 / 9     | 2–9                     |
| Grand Slam SR                          | 0 / 1 | 0 / 4 | 0 / 4 | 0 / 1 | 0 / 2 | 0 / 1 | 0 / 4 | 0 / 3 | 0 / 4 | 0 / 4 | 0 / 4 | 0 / 4 | 0 / 4 | 0 / 40    | N/A                     |
| Annual Перемоги-Поразки                | 1–1   | 2–4   | 1–4   | 0–1   | 0–2   | 1–1   | 1–4   | 2–3   | 1–4   | 1–4   | 6–4   | 6–4   | 3–4   | N/A       | 25–40                   |